# 芝浦工業大学附属中学高等学校
芝浦工業大学附属中学高等学校（しばうらこうぎょうだいがくふぞくちゅうがくこうとうがっこう、英語名:Shibaura Institute of Technology Junior and Senior High School）は、東京都江東区豊洲六丁目に所在する、中高一貫教育の私立中学校・高等学校。
2017年（平成29年）より板橋区から江東区への移転を機に、学校名が「芝浦工業大学中学高等学校」から”附属”を付けた現在の「芝浦工業大学附属中学高等学校」になった。
2021年（令和3年）から男女共学化が開始され、男女共学の私立中高一貫校となった。芝浦工業大学の附属学校。また、2024年度入試からは、試験日も変更される｡

## 沿革

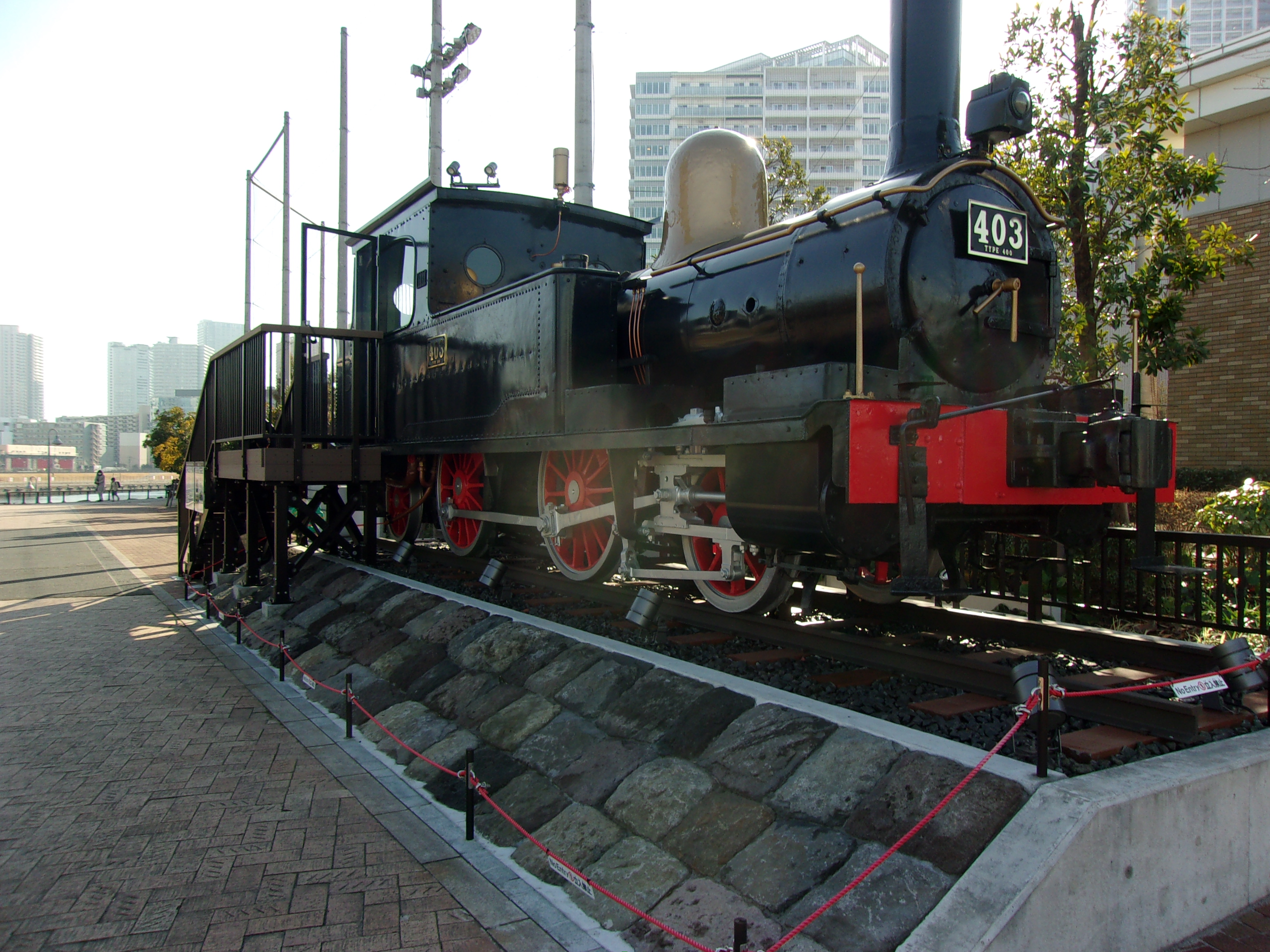
整備された高輪築堤と403号蒸気機関車

- 1921年（大正10年） - 鉄道開業50周年の記念事業として「鐵道博物館」と「鐵道中学校」の設立が十河信二（当時の鉄道省経理課長）によって発案される。
- 1922年（大正11年） - 財団法人鐵道育英会によって東京鐵道中学が東京府東京市麹町区永楽町1-3 鉄道教習所内に開校。
- 1923年（大正12年） - 関東大震災により校舎喪失後、東京府荏原郡品川町南品川の東京鉄道教習所内に移転。
- 1924年（大正13年） - 東京府北豊島郡西巣鴨字池袋の東京教習所内に校舎を移転。
- 1930年（昭和5年） - 東京高等工学校（芝浦工業大学の前身）、附属普通部を設置。
- 1942年（昭和17年） - 学校名を東京育英中学に改称。
- 1944年（昭和19年） - 中等学校令により東京育英中学校の開設認可。
- 1948年（昭和23年） - 学制改革によって、東京育英中は東京育英高等学校（定時制課程）に、東京高等工学校附属普通部は芝浦高等学校に改組。
- 1953年（昭和28年） - 芝浦高・芝浦工業大学を運営する学校法人芝浦学園、東京育英高を運営する財団法人鐡道育英会を吸収合併。
- 1954年（昭和29年） - 定時制のほか全日制を新たに設置し、東京育英高等学校を芝浦工業大学高等学校に改称。同時に芝浦高の普通科も、芝浦工大高校に移管の上で生徒も移籍。
工業科のみとなった芝浦高は芝浦工業大学工業高等学校に改称。その後芝浦工業大学付属第一高等学校（普通科）を経て、1984年に閉校。
- 1971年（昭和46年） - 定時制課程が閉鎖、芝浦工業大学への推薦制度が確立。
- 1982年（昭和57年） - 校舎を板橋区坂下に移転し、芝浦工業大学中学校が開校。
- 1984年（昭和59年） - プール棟完成。
- 1991年（平成3年） - 生徒会部室・弓道場棟完成。
- 1994年（平成4年） - 中学3年生全員を対象としたアメリカ合衆国への海外教育旅行を開始（現在も継続）。
- 2005年（平成17年） - 売店（エスアイテック板橋事業所）が校内に開店、小会議室3室設置（元機械室）。
- 2006年（平成18年） - 新会議室を校庭に新設（1クラス増加による措置）。
- 2008年（平成20年） - 猪苗代合宿教育センター閉鎖、芝浦工業大学へ9月推薦導入、マレーシアへの留学を実施
- 2009年（平成21年） - 多目的教室（第二コンピュータルーム）設置。
- 2011年（平成23年） - 社会科研究室を校庭に新設（1クラス増加による処置）。
- 2017年（平成29年） - 校舎を江東区豊洲に移転し、校名を芝浦工業大学附属中学高等学校に改称。高等学校を共学化。
- 2021年（令和3年） - 中学校を共学化[3]。
- 2022年（令和4年） - 創立100周年記念事業の一環として西武鉄道より403号蒸気機関車[4]、港区教育委員会とJR東日本から高輪築堤の築石が寄贈され、11月12日より一般公開[5]。

## 校訓と教育目標
校訓
- 敬愛の誠心を深めよう
- 正義につく勇気を養おう
- 自律の精神で貫こう

教育目標
1. 科学技術立国たる我が国の発展に寄与するための多彩な資質を育む
2. 批判的精神、論理的思考、説得力ある表現を鍛える
3. 不断に自己成長できる学習習慣と向上心を育てる
4. 心と体を整え、世界と社会に貢献する気概を養う

## 教育の特徴
英語教育
芝浦工業大学附属中学高校では英語教育としては、「実用英語技能検定」や「国際コミュニケーション英語能力テスト」（TOEIC Bridge）の受験を推奨しており、希望者は定期的に本校で受験ができる。また中学では英単語コンテストを行い、語学力の基礎を身につける。
情報教育としては、「P検」（パソコン検定）のほか、「J検」や「CGエンジニア検定」および「ITパスポート」、また国際ライセンスである「IC3」（アイシースリー）などを推奨しており、すでに資格を得た生徒による体験談や外部講師による講習会なども学内で行われている。また近年、「WRO」（World Robot Olyimpiad）の全国大会・世界大会、またロボカップジュニアでは世界大会で総合優勝など対外的な活動も盛んである。
中学1-2年 -「英語総合」
英語の母語話者教員(そうでないこともある)による授業「英語総合」がある。英会話に重点を置いて、教材もNHKの語学教育放送用教材「基礎英語1」「基礎英語2」等を使用している。
中学3年 - 「サイエンス・テクノロジーアワー」
サイエンス・テクノロジーアワーは隔週で2時間連続の授業がある。サイエンス・テクノロジーアワーは理科実験やプロジェクトマネージメントを中心とした実習型で行われている。
中学1-2年 -「ランゲージアワー」
ランゲージアワーは実用的な言語の技術を学ぶための授業であり、ディベートなどの論理的な議論の仕方を習得する。
高校1年 -「オーラル・コミュニケーション（OC）」
英米のTEFL（外国語としての英語）教材等も利用しながら、国際的に通用するコミュニケーション能力としての英語習得を目指している。
高校1年 -「Arts＆Tech」
高入生（高校からの入学生）の技術・情報分野への興味や関心を持たせるために2017年度より始まった学校設定のオリジナル科目。海外ではすでに実施されている国もある。
高校2年 -「一般理系コース・特別理系コースおよび文系コースの文理選択」
芝浦工業大学の1月推薦を希望する者は「一般理系コース」に入る。そこでは芝浦工業大学での勉強に必要な基礎学力を集中的に磨き、大学の学科説明会や研究室見学にも参加する。一般入試に対応できる学力も磨く。
東大、東工大、早慶、理科大、医学部などを目指す者は「特別理系コース」に入る。そこでは理系難関大学の入試に対応できるような授業を行う。また、理科2科目（選択制）、地歴・公民科目も用意し、生徒の実力をバランスよく上げていく。
国公立大文系、早慶、上智、マーチなど私立文系の志望者は「文系コース」に入る。そこでは英語に重点をおいた授業を行い、また、その志望大学の入試科目に対応した特別授業、補習授業も用意して生徒の実力を上げていく。生徒たちの文系学部への興味が深まるような講演会も用意する。
高校3年
「一般理系コース」の一貫生（中学から進学生）は木曜午後に選択科目があり、その他は土曜以外午後まで通常授業が行われる。高入生はすべて通常授業となる。
「特別理系コース」も一般理系コースの一貫生と同様に木曜午後に選択科目がある。
「文系コース」は自由選択科目（土曜日）と必修選択科目（金曜日）がありそれ以外は通常授業が行われている。3学期は特別編成組で卒業式前まで授業が行われる。
教育環境
中学生と高校生が分け隔てなく同じ校舎で学んでいる。中学生のクラスが「A組、B組、C組」とアルファベット、高校生のクラスが「1組、2組、3組」と数字で区別されている。
校舎内全館でWi-Fiが整備されており、ほぼ全ての教室にプロジェクターおよび白板が設置されている。
2017年度より順次、姉妹校の「芝浦工業大学柏中学高等学校」と同様、中高新入生の全生徒にパソコン（通称S-Tab）を支給し、2019年度より全校生徒が所持している。
夏季講習
中学生を対象とする夏期講習では、英語と数学と国語の総復習を行う。高校生を対象とする夏期講習では主要5教科の総復習と入試対策の講座を受講する。
夏期集中セミナー
高校2年生が中心に参加し、高校1・3年生も参加可能である。毎年7月に静岡県富士宮市の研修センターで4泊5日の勉強合宿を行い、そこで生徒たちは大学受験を意識した自学自習を行う。
冬期集中講座
中学高校の教員たちがアイデアを出して考えた教養講座である。この講座を受けることによって生徒たちは幅広い教養を身につけることができる。

## 学校行事
在校生の学校行事は以下の通りである。
| 月   | 行事                         | 対 象                       | 備 考 |
| ---- | ---------------------------- | --------------------------- | --- |
| 4月  | 中学入学式／高校入学式       | 中1／高1                    | 午前高校、午後中学とアリーナで行われる。 |
| 4月  | 新入生オリエンテーション合宿 | 中1                         | 新入生のオリエンテーション目的で、房総半島周辺で行わわれる。 |
| 5月  | 高校球技大会                 | 高全                        | 土曜日に芝浦工業大学大宮キャンパスで実施される。 |
| 7月  | 夏期集中セミナー（希望者）   | 高2（定員未満の場合は高全） | 静岡県にて勉強合宿を4日間行う。 |
| 9月  | 海外教育旅行                 | 中3                         | 国際的な視野を涵養する目的で、基本的には2人1組となりアメリカ合衆国ユタ州のセントジョージかソルトレイクシティ、オーストラリアのクイーンズランド州、もしくはワシントン州シアトルへ2週間のホームステイをする。                                                                                |
| 9月  | 長野農村合宿                 | 中2                         | 長野県長野市芋井周辺で2泊3日で農村体験学習等を行う。 |
| 9月  | 蓼科登山合宿                 | 中1                         | 長野県茅野市の蓼科山で2泊3日の登山合宿を行う。登山は基本2日目。 |
| 10月 | 芝生祭（文化祭）             | 全                          | 上旬の土曜・日曜に開催される。配布されるパンフレットのレイアウト・デザインや当日の案内などを実行委員の生徒が一から手がけるなど、いたるところに工夫がなされている。校舎内ではつねに各部活、有志などの団体がさまざまなパフォーマンスを繰り広げる。                                           |
| 10月 | 体育祭                       | 中全                        | 下旬の土曜に校庭で実施される。 |
| 11月 | 国内教育旅行                 | 高2（一貫生）               | 九州での最後の修学旅行。北コース（長崎）と南コース（鹿児島）にわかれ、文化や自然を学ぶ。両コースともに初日は平和学習を行う。 |
| 11月 | 海外教育旅行                 | 高2（高入生）               | カナダで1週間のホームステイを行う。 |
| 12月 | スキー教室                   | 中学（希望者）              | 毎年冬休みに自由参加のスキー教室が実施される。場所は長野県志賀高原の横手山スキー場および熊の湯スキー場など。指導にあたるのは全て本校の教職員である。まったくのスキー初心者も多数参加しており、それらの生徒には教員が一から丁寧に指導、特に苦手な生徒に対してはマンツーマンでの指導も行う。 |
| 3月  | 高校卒業式                   | 高3                         | 上旬に行われる。 |
| 3月  | 中学卒業式                   | 中3                         | 下旬に行われる。 |

※一般公開：芝生祭、保護者参加：入学式・中学体育祭・卒業式
- 受験生向けに以下の行事が用意されている。
  1. SHIBAURA DAY - 年間2回実施。
  2. ロボットセミナー - 本校受験生向けの体験講習。月末の3日間で芝浦工業大学から講師を招きロボットセミナーを行う。（小5,小6対象）
  3. 学校説明会 - 年間6回ほど学校にて行われる。

## 芝浦工業大学への推薦入学
- 芝浦工業大学への推薦資格を得るには、生徒たちは高校2・3年のコース選択の際に「一般理系クラス」を選択し、理系講座の受講、学科説明会への参加、及び、学校が定めた成績を満たす必要がある。推薦でクリアすべきハードルは主に4つある。1つ目は高校時での提出物や出席状況の良好。2つ目は高校2年次末の平常点。特に数学と理科の科目が得意科目であることが重要。3つ目は、英検の高いスコアの取得。4つ目が高校3年の11月に実施される校内推薦試験の成績。このように、芝浦工業大学の推薦入学を勝ち取るのは生徒たちにとって大変なことである。芝浦工業大学附属高校の生徒なら成績が悪くても誰でも推薦で入れるというものではないので、芝浦工業大学を目指す生徒たちは、日頃からレベルの高い勉強を各自しておく必要がある。
- 姉妹校の「芝浦工業大学柏中学校・高等学校」に比べて、同大学への内部進学の割合は高い。
- 大学推薦内定者には、3学期の平日の午前に特別編成での授業が行われる。

## 中学入試と高校入試
芝浦工業大学附属中学高校の入試は以下のとおりである。
- 中学 - 2月上旬に4回行われる。一般入試の募集定員は第1回入試が男女計90人、第2回入試が男女計45人で、それぞれ、「国語・算数・理科」の3教科で合否判定される。特色入試は、募集定員が男女計15人で、「言語技術・英語」の中から1科目選択、及び「算数」の合計2科目で合否判定される。2026年度から新たに一般入試で「社会」が追加される予定である。
- 高校 - 1月下旬に推薦入試、2月中旬に一般入試が行われる。一般入試は、募集定員が男女計30人で、「国語・数学基礎・数学応用・英語・面接」で合否判定される。推薦入試は、募集定員が男女計20人で、「課題作文と面接」で合否判定される。

## 生徒のクラブ活動
芝浦工業大学附属中学高校は学校敷地面積が17,026㎡ほどあり、コンパクトな校舎となっている。
- 文化系では鉄道研究部、吹奏楽部、理科部など、部活動や委員会活動で自主的に活動している。体育系では水泳部が1993年（平成5年）に全国中学校体育大会競泳400m継泳優勝の実績がある。

| 委員会 - 情報委員会 - 保健体育委員会 - 広報委員会 - 美化委員会 - 監査局 - 芝生祭実行委員会 | 運動部（変更有り） - 水泳部 - 中学野球部 - 高校野球部 - テニス部 - 中学サッカー部 - 高校サッカー部 - 中学バスケットボール部 - 高校バスケットボール部 - 卓球部 - 弓道部 - ゴルフ部 - バレーボール部 - バドミントン部 - 剣道部 - ダンス部 | 文化部（変更有り） - 吹奏楽部 - 鉄道研究部 - 理科部 - 音楽部 - 美術部 - 電子技術研究部（旧 マイコン同好会） - 工作技術研究部（旧 模型同好会） - ESS部 - 歴史研究部 |

| 同好会（変更有り） - ボランティア同好会（2017年度新規設立） - ジャグリング同好会 - 書道同好会 | 愛好会（新設） - ボランティア愛好会（2017年度新規設立） - 文芸愛好会（2018年度新規設立） - 陸上愛好会（部からの降格、2021年度解散） - 思考ゲーム愛好会（2021年度新規設立） | 存在していた委員会およびクラブ（抜粋） - 文芸同好会 - 柔道部 - スキー同好会 |

## 施設
| 施設 | ゲート棟                                                   | 校舎 | 校舎                                 |
| ---- | ---------------------------------------------------------- | --- | ------------------------------------ |
| ROOF |                                                            | 弓道場，ゴルフ・野球練習場 |                                      |
| 6F   | 部室，イングリッシュ・スクエア，多目的室，家庭科室，美術室 | 野外練習場(屋上オムニ) |                                      |
| 5F   | 高3教室，階段教室，各教科資料室                            | 周回通路 |                                      |
| 4F   | 高2・1(高入生)教室，高校職員室，自習室                     | 観客席 |                                      |
| 3F   | 高1(一貫生)・中3教室，図書室                               | メインアリーナ |                                      |
| 2F   | 主に、体育祭で使用                                         | 中2・1教室，中学職員室，放送室                                                                                                 | サブアリーナ，ホール，更衣室         |
| 1F   | ゲート，部室                                               | 化学実験室，生物実験室，物理・地学実験室，コンピュータ室(tera＆pico)，加工技術室，ファクトリー，ロボット技術室，事務室，校長室 | カフェテリア，売店(ヤマザキショップ) |

- 自動販売機：飲料の自動販売機が校舎1Fカフェテリアに4台、 飲料の自動販売機が校舎5Fに2台設置されている。また、食品の自動販売機も校舎1Fに1台設置されている。
- 校庭：テニスコート4面グラウンドには人工芝が用いられている。
- 屋上オムニ：テニスコート2面がとれ、人工芝が用いられている。
- パソコン室：専門のSEが2名常駐している。サーバ6台『（DC2台＋ファイルサーバ4台（ブート用6台）＋インターネット（プロキシ）サーバ1台』に生徒機のクライアント約100台、教卓6台とマスター機2台で構成される。多くのソフトウェアを導入し、授業では主に情報で利用されるが、平日の放課後には生徒が課題や調べものなどで自由に利用できるオープンルームを設けていてインターネットに接続できる。またインターネットは高度なフィルタリングをサーバーに導入している。
- 校舎1階に「しばうら鉄道工学ギャラリー」があり、芝浦工業大学に寄贈された鉄道に関する資料を中心に公開されている。
- 敷地内には創立100周年記念事業の一環として寄贈を受けた403号蒸気機関車と高輪築堤が展示されている[6]。

## 交通アクセス
- 東京メトロ有楽町線 豊洲駅より徒歩7分
- 新交通ゆりかもめ 新豊洲駅より徒歩1分

## 著名な卒業生
- 中山亮太郎 - 実業家、株式会社マクアケ代表取締役社長（創業者）
- 佐藤忠志 - 元拓殖大学客員教授、元予備校講師
- 川俣晶 - テクニカルライター
- 当銀長太郎 - 俳優